# Alberto Colombo
Alberto Colombo (Varedo, 23 februari 1946 – 7 januari 2024) was een Italiaans Formule 1-coureur.
Hij schreef zich driemaal in voor een Grand Prix in 1978 voor de teams ATS (tweemaal) en Merziaro (eenmaal), maar bij geen van alle wist hij zich te kwalificeren.
Colombo reed ook een deel van zijn carrière in de Formule 2.
Alberto Colombo overleed in januari 2024, hij werd 77 jaar oud.